# Спартак ШВСМ Чернігів
Спартак Чернігів — український жіночий футбольний клуб із Чернігова, заснований на початку 2000 року 
Після 2017 року офіційним правонаступником команди стала команда «Єдність», що представляла місто Плиски.

## Історія
Команда була сформована після 2000 року. Відомою випускницею команди стала Людмила Шматко .
«Спартак» у 2017 році  був переведений у Плиски та перейменований на «Єдність» (Плиски). , а в 2018 році, після ліквідації чернігівської «Легенди-ШВСМ», команда «Єдність Плиски» отримала приставку «ШВСМ» й стала зватися «Єдність-ШВСМ» (Плиски). Головою «Єдності- ШВСМ » став голова «Легенди» Володимир Магеррамов.
У червні 2020 року «Єдність-ШВСМ Плиски» повідомила Українську асоціацію футболу, що припиняє участь у змаганнях.

## Стадіон і приміщення
Команда стартувала в Спорткомплексі, Музейна, 4. Чернігова. У 2016 році спортивна база «Спартак» у Чернігові опинилася в центрі скандалу, Скандальна організація ФСТУ продовжує стверджувати, що будівля належить їм, а тому поштова адреса будівлі не потрібна, оскільки передавати комплекс не збираються. на баланс міської ради. при цьому вищезазначена організація не може подавати документи на право власності. Команда виступала на стадіоні «Текстильщик» на стадіоні, «Локомотив », а також на новій сучасній « Чернігів Арені » у Чернігові, належить ФК «Чернігів».[джерело?]

## Відомі гравці

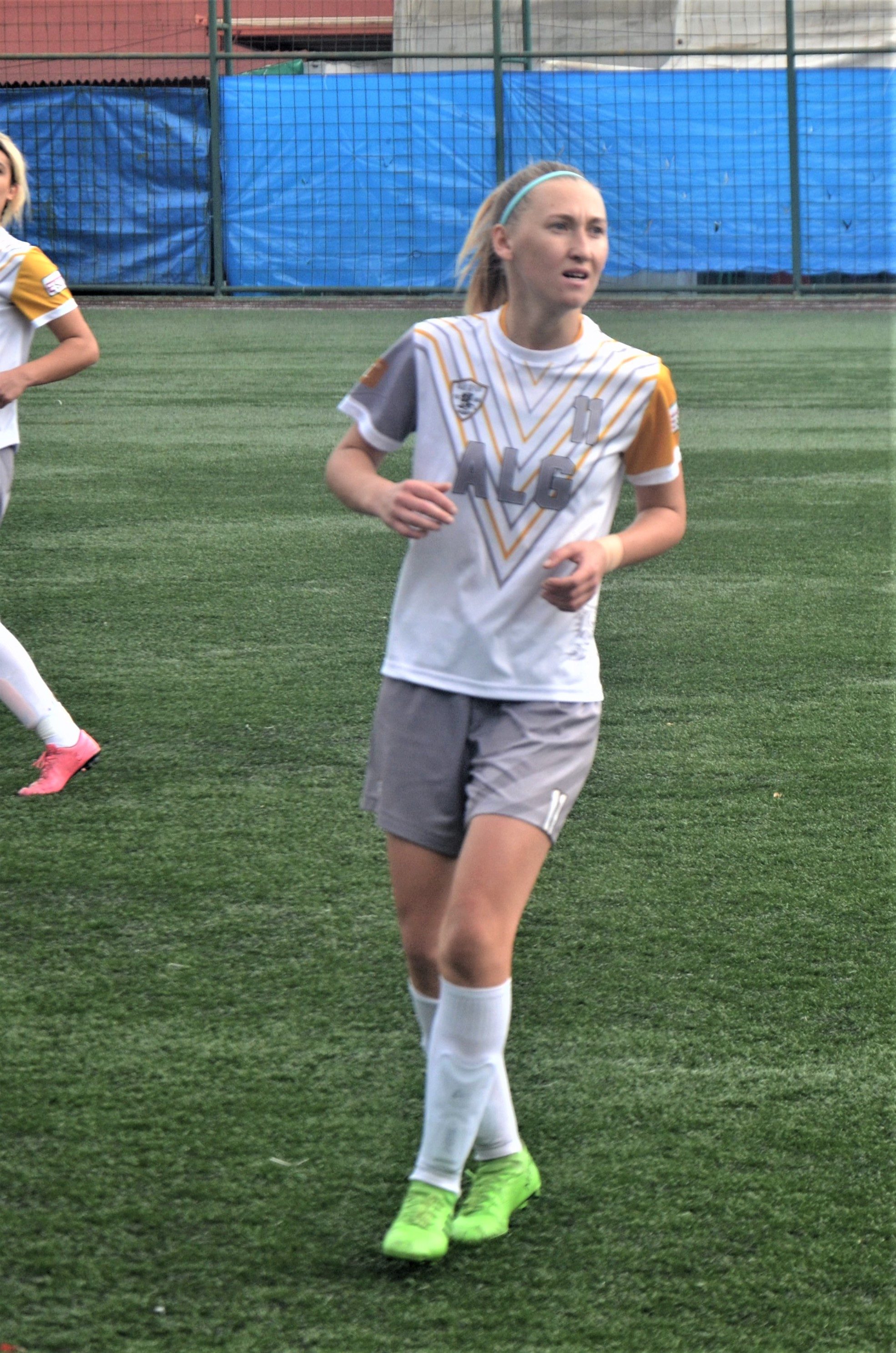
Гравчиня національної збірної України Людмила Шматко розпочинала свою кар'єру в складі ШВСМ «Спартак» Чернігів

- Людмила Шматко [2]
- Таміла Химич [11]
- Дар'я Кравець
- Яна Деркач
- Надія Куніна
- Наталія Ігнатович